# María Teresa Margarita González
María Teresa Margarita González (Formosa, 30 de julio de 1961) es una arquitecta y política argentina del Partido Justicialista, que se desempeña como senadora nacional por la provincia de Formosa desde 2017.

## Biografía
Nacida en la ciudad de Formosa en 1961, se recibió de arquitecta en la Universidad Nacional del Nordeste en 1987, ejerciendo la profesión en el sector privado hasta 2002. Posee un posgrado en Ordenación Territorial de la Universidad Politécnica de Valencia (España).
Entre 1988 y 2002 fue asesora técnica en el Ministerio de Planificación, Inversión, Obras y Servicios Públicos de la provincia de Formosa, desempeñándose también como gerente de obras del Hospital de Alta Complejidad de la capital provincial. Desde 2002 hasta abril de 2017 fue subsecretaria de Obras Públicas en el mencionado ministerio de gobierno formoseño.
En el ámbito partidario, fue asesora técnica en el Partido Justicialista provincial.
En las elecciones legislativas de 2011, fue candidata a senadora nacional, en el tercer lugar de la lista del Frente para la Victoria. En abril de 2017, asumió como tal para completar el mandato de María Graciela de la Rosa, quien había sido designada en la Auditoría General de la Nación. En las elecciones legislativas de 2017 fue elegida senadora, con mandato hasta 2023, ocupando el segundo lugar de la lista del Frente para la Victoria (acompañando a José Mayans). Desde 2019 integra el bloque del Frente de Todos.
Es presidenta de la comisión de Infraestructura, Vivienda y Transporte; y vocal en las comisiones de Presupuesto y Hacienda; Trabajo y Previsión Social; Agricultura, Ganadería y Pesca; Población y Desarrollo Humano; Educación y Cultura; Banca de la Mujer; y la comisión bicameral de Trámite Legislativo. En 2018 había ocupado la vicepresidencia de la comisión de Agricultura, Ganadería y Pesca.
En 2018 votó en contra del proyecto de Ley de Interrupción Voluntaria del Embarazo, volviendo a votar en contra del proyecto de 2020.